# Абдел Фатах ел Сиси
Абдел Фатах Саид Хусеин Халил ел Сиси (арап. عبد الفتاح سعيد حسين خليل السيسي; Каиро, 19. новембар 1954) египатски је фелдмаршал и политичар. Он је шести председник Египта, ступио је  на дужност 8. јуна 2014. Раније је био врховни командант египатских оружаних снага, као и министар одбране, од 12. августа 2012 до 26. марта 2014. Као шеф оружаних снага, током војног пуча 2013 у Египту, он је играо водећу улогу у свргавању исламистичког председник Мухамеда Мурсија након масовних протеста против Муслиманског братства и његове владе. Ел-Сиси је након тога именован за заменика премијера, док је наставио са обављањем дужности министра одбране.
Ел Сиси је поднео оставку на војне дужности 26. марта 2014, најављујући да ће се кандидовати на председничким изборима 2014. Избори, одржани између 26. и 28. маја 2014, резултирали су снажном Ел-Сисијевом победом.

## Детињство и војно образовање
Ел Сиси је рођен 19. новембра 1954. у Каиру. Одрастао је у Гамалији, у близини џамије Ал-Азхар, у кварту у коме заједно живе муслимани, Јевреји и хришћани, где је свакодневно слушао црквена звона и гледао Јевреје који несметано хрле у синагогу. Његова породица, пореклом из области Минуфије, била је позната по својој ревности, дисциплини и богатству. Он је био друго од осморо деце (његов отац је касније добио још шесторо деце са другом женом). Његов отац, конзервативан, али не радикални муслиман, имао је антикварницу у историјском базару Хан ел-Халили. Често описиван као дисциплинован, тих и побожан, Ел-Сиси се радије концентрисао на студије или помагање оцу, него на играње фудбала са децом из комшилука. Он и његова браћа су учили у оближњој библиотеци на универзитету Ал-Азхар. За разлику од своје браће - од којих је један виши судија, а други државни службеник - Ел-Сиси је похађао локалну средњу школу под војном управом. У то време, почео је да се забавља са Интисар Амер, рођаком његове мајке. Они су се венчали 1977. године. Раније исте године је дипломирао на египатској Војној академији.

## Каријера
Ел-Сиси је примио свој први чин војног официра 1977. године, служећи у оклопној пешадији, специјализованој за против-тенковско наоружање и минобацаче. Постао је командант северног војног региона у Александрији 2008. године, а затим директор извиђачке и Војно-обавештајне службе. Ел-Сиси је био најмлађи члан Врховног савета оружаних снага Египта. На дужности члана Врховног савета, изнео је контроверзне изјаве у вези са оптужбама да су египатски војници излагали жене демонстранте на присилни тест невиности. Он је изјавио у египатским државним новинама да је „процедура тестирања невиности урађена да би заштитила девојке од силовања, као и да заштити војнике и официре од оптужби о силовању.“ Он је био први члан Врховног савета Оружаних снага који је признао да су инвазивни тестови спровођени.

### Главне команде позиције
- Командант, 509. механизовани пешадијски батаљон
- Начелник штаба, 134. механизована пешадијска бригада
- Командант, 16. механизована пешадијска бригада
- Начелник штаба, 2. механизована пешадијска дивизија
- Начелник штаба, Северна војна зона
- Заменик директора, Војно-обавештајно и извиђачко одељење

### Министар одбране
Дана 12. августа 2012, египатски председник Мухамед Мурси донео је одлуку да смени Мухамеда Хусеина Тантавија, шефа египатских оружаних снага, и на његово место постави Ел-Сисија, и промовише га у чин генерала. Ел-Сиси је такође добио место министра одбране у влади Хишама Кандила.
Након што је Ел-Сиси именован за министра одбране, 12. августа 2012, јавност у Египту била је забринута у вези са гласинама да је генерал Ел-Сиси био доушник Муслиманског братства у војсци, иако је Ел-Сиси увек изјављивао да египатска војска стоји на страни египатског народа. Дана 28. априла 2013, током прославе Дана ослобођења Синаја, Ел-Сиси је рекао да, „рука која повреди макар једног Египћанина мора бити одсечена.“ Ову изјаву су противници Мурсија тумачили као појашњење да је војска уз народ. Међутим, Мурсијеве присталице су изјаву тумачиле као упозорење његовим противницима да Ел-Сиси не би дозволио рушење владе. Он је остао на позицији под новом владом формираном након свргавања председника Мурсија, а коју је предводио Хазим ал-Беблави. Он је такође именован за потпредседника египатске Владе. Дана 27. јануара 2014, унапређен је у чин фелдмаршала.

## Протести 2013. године и свргавање Мухамеда Мурсија с власти
Дана 30. јуна 2013, као одговор на покрет Тамарод (покрет отпора), масовне демонстрације одржане су на тргу Тахрир и пред палатом Хелиополис у Каиру, као и у другим египатским градовима, укључујући Александрију, Порт Саид и Суец.
Сукоби су избијали широм Египта. Убрзо после тога, египатска војска је издала 48-часовни ултиматум који је емитован на телевизији, који је дао политичким партијама у земљи рок до 3. јула да испуни захтеве демонстраната против Мурсија. Египатска војска је такође запретила да ће интервенисати ако спор не буде решен до тада.
Дана 2. јула 2013, председништво је одбацило 48-часовни ултиматум египатске војске и председник Мурси је одржао говор, изјављујући да ће „бранити легитимност функције на коју је изабран својим животом и да се неће повући.“
Дана 3. јула 2013, египатска војска је изјавила да, с обзиром на то да политичке партије нису успеле да се договоре пре истека рока, и Мурси није успео да оснује национални консензус за његово вођство, мора доћи до Мурсијевог свргнућа. Египатска војска је затим поставила Адлија Мансура на место привременог шефа државе уместо њега, и наредила хапшење многих чланова Муслиманског братства по оптужбама за „изазивање насиља и ремећења опште безбедности и мира“. Ел-Сиси је саопштио на државној телевизији да председник „није испунио захтеве народа Египта“ и објавио да ће устав бити суспендован, што је наишло на прихватање од стране демонстраната против Мурсијеве власти и осуду Мурсијевих присталица на тргу Раба'а ал-Адавија. Многи исламистички покрети, попут Муслиманског братства, ал-Васат партије и ал-Гама'а ал-Исламија, одбацили су промену режима и карактерисали је као војни пуч, који су описали као „нелегитиман“ и „анти-демократски“.
Током свог говора на војној паради 24. јула 2013, генерал-ел-Сиси је позвао на масовне демонстрације, да би одобрио египатској војсци и полицији „мандат“ да стане на пут тероризму. Неки су ово протумачили као ел-Сисијево охрабривање потребе народа да докажу свету да то није био пуч, већ воља грађана, док су други ово видели као контрадикторност обећања војске да ће предати власт цивилима после збацивања Мурсија и као указивање на непосредну акцију против исламиста.
Реакције на ел-Сисијеву објаву осциловале су у распону од отворене подршке египатског председништва и покрета Тамарод, до негодовања, не само од стране Муслиманског братства, већ и салафитске партије ал-Нур, Партије Снажан Египат, револуционарног покрета младих 6. април и египатских група за људска права.
Међутим, 26. јула 2013, милиони људи окупили су се широм Египта, одазивајући се на ел-Сисијев позив, на скупу који је описан као „највећи скуп за 2 ½ године револуције“ и у још већим бројевима од 30. јуна.
Током египатских рација у августу 2013, египатска војска под командом ел-Сисија се удружила са националном полицијом ради уклањања протестних кампова присталица Муслиманског братства који су били успостављени широм земље. Ова акција резултирала је брзом ескалацијом насиља које је на крају довело до смрти 638 људи, од којих су 595 били цивили и 43 полицајаца, са најмање 3.994 повређених. Неки либерални активисти који су подржавали свргавање Мурсија, јавно су изразили своју забринутост: „Нисам срећан када користе насиље и бринем се да ће га користити поново,“ рекао је Гамал Еид, познати активиста за људска права. Роберт Фиск је описао генерала ел-Сисија као човека на губитку, али да ће масакр ући у историју као срамотан. Ли Смит је закључио да „нови лидер Египта је неспособан да влада“. У извештају објављеном од стране Државног Информативног Сервиса, влада је објаснила нападе, тврдећи да је полиција употребила силу да би растерала демонстранте 14. августа 2013, са најмање могуће штете, узрокујући да стотине цивила и полиције страдају као жртве, док су присталице Муслиманског братства наметнуле блокаду 46 дана против становника око тргова ал-Нахде и Раба'а ал-Адавије, где су десетине демонстраната на улици свакодневно ометале живот Египћана, изазивајући немире и смрт или повреду многих жртава, као и оштећење јавне и приватне имовине. Анкета египатског Центра за истраживање јавног мњења показало је касније да је 67% Египћана било задовољно у погледу начина на који су тргови Раба'а ал-Адавија и ал-Нахда рашчишћени.

## Награде
Јула 2022. проглашен је за почасног доктора наука Универзитета у Београду.